# Philippe Hériat
Raymond Payelle ("Philippe") Hériat, 15 september 1898, död 10 oktober 1971, var en fransk författare.
Philippe Hériat föddes i en ämbetsmannafamilj i Nohant, gick i skola i Paris, var soldat i första världskriget 1916–1918, hade sedan anställning i ett filmbolag som regissör och skådespelare. Hériat debuterade 1931 med romanen L'innocent, där han behandlade ett incenstmotiv. Homosexuella motiv behandlades i La main tendue (1933), vars huvudperson var en lärare, och L’araignée du matin (1933), som handlar om två ynglingars vänskap. La foire au garqons (1934) ger bilder ur gigololivet i Paris under mellankrigstiden. I Miroirs (1936) tog Hériat åter upp motivet om kärlek mellan unga män. 1937 var Hériat anlitad hos Metro-Goldwyn-Mayer som teknisk rådgivare för filmen Marie Walewska med Greta Garbo och Charles Boyer i huvudrollerna. 1939 kom Les enfants gâtés (svensk översättning Vi odödliga Boussardels, 1944), som gisslade den franska medelklassens penningkärlek och gav bilder ur amerikanskt universitetsliv. Famille Boussardel (1946) var en detaljrik och livfull skildring av fransk medborgarliv under andra kejsardömet. Hériat, som blev mycket uppskattad i Frankrike som romanförfattare, invaldes 1949 i Goncourtakademien.

## Utmärkelser
- Prix Renaudot, för L'Innocent,  1931[8]
- Goncourtpriset, för To verdener,  1939
- Grand Prix du roman de l'Académie française, för Famille Boussardel,  1947[9]

[Redigera Wikidata]